# لیتل مالورن
لیتل مالورن (به انگلیسی: Little Malvern) یک روستا و محله مدنی در بریتانیا است که در مالورن هیلز. یک روستای کوچک در جنوب بریتانیا نزدیک به بیرمنگام است فاصله اش تا بیرمنگام حدوداً ۵۰ کیلومتر است فاصله اش تا آکسفورد ۸۰ کیلومتر و تا لندن ۱۶۰ کیلومتر است 
این ناحیه سرسبز و زیبا است و آب و هوای خوبی دارد .